# 152P/Helin-Lawrence
152P/Helin-Lawrence – kometa okresowa należąca do grupy komet typu Jowisza.

## Odkrycie
Kometę tę odkryli Eleanor Helin oraz Kenneth Lawrence 17 maja 1993 roku. Odkrycia dokonano w Obserwatorium Palomar.

## Orbita komety i jej właściwości fizyczne
Orbita komety 152P/Helin-Lawrence ma kształt elipsy o mimośrodzie 0,3. Jej peryhelium znajduje się w odległości 3,11 j.a., aphelium zaś 5,87 j.a. od Słońca. Jej okres obiegu wokół Słońca wynosi 9,53 roku, nachylenie do ekliptyki to wartość 9,87˚.
Jądro tej komety ma rozmiary maks. kilku kilometrów.